# Beloiannisz
Beloiannisz è un comune dell'Ungheria di 1.207 abitanti (dati 2001), situato nella contea di Fejér. L'abitato fu fondato da profughi della guerra civile greca (1946-9) e intitolato a Nikos Beloyannis, leader comunista della resistenza. Ancora oggi, parte della popolazione si identifica come etnicamente greca.